# Elusa inventa
Elusa inventa är en fjärilsart som beskrevs av Emilio Berio 1976-1977[1977. Elusa inventa ingår i släktet Elusa och familjen nattflyn. Inga underarter finns listade i Catalogue of Life.